# إستفان ساندورفي
هذا الاسم يتبع في ترتيبه النظام الغربي، والاسم الأصلي هو ساندورفي إستفان
إستفان ساندورفي (بالفرنسية: Etienne Sandorfi)‏ István Sándorfi (يسمى في فرنسا ايتيان ساندورفي) من مواليد 12 يونيو 1948 في بودابست وتوفي في باريس في 26 ديسمبر 2007 هو رسام مجري عاش أغلب حياته في فرنسا.

## حياته
كان أبوه يعمل في شركة أمريكية، ولهذا سجن خمس سنوات عام 1950 وتحرر قبل أيام قليلة من ثورة 1956، وفي تلك السنة تركت عائلته المجر حيث ذهبت أولا إلى النمسا وثم ألمانيا وبعدها فرنسا عام 1958، وبدأ ساندورفي الرسم في سن الثامنة، وفي سن الثانية عشرة بدأ يرسم اللوحات الزيتية، وحصل على شهادة من المدرسة الوطنية العليا للفنون الجميلة في باريس ودرس أيضا في المدرسة الوطنية العليا للفنون التشكيلية.
لدى إستفان ابنتان هما أنج (ولدت عام 1974) وإيف (ولدت عام 1979)، ومات بعد مرض قصير يوم 26 ديسمبر 2007 ودفن وفقا لوصيته في بودابست.

## أعماله الفنية
في السبعينات بدأ يستخدم نفسه كموديل لأنه لم يكن يحب أن يشاهده غرباء وهو يعمل ، وكان معرضه الأول في متحف صغير في باريس، ثم أقام أول معرض كبير عام 1973 في متحف مدينة باريس للفن الحديث، وبعدها أصبحت لوحاته موجودة في عدة متاحف بالخارج مثل كوبنهاغن وروما وميونخ وبروكسل وبازل ونيويورك ولوس أنجلس وسان فرانسيسكو.
استعمل في أشكاله الفنية أشكال أو حركات أو وضعيات غريبة، وكانت الألوان الرائجة في فترة السبعينات والثمانينات هي الأزرق والليلكي ودرجاتهما، وفي الثمانينات قام بالعديد من الأشكال النسائية وتصوير الجماد، ومنذ عام 1988 بدأ برسم النساء بشكل عام.
أول معرض أقام في المجر كان عام 2006 في بودابست وآخر عام 2007 في ديبريسين، لتكون أول مرة يرجع فيها إلى المجر منذ أن تركها طفلا.

## المعارض
- 1966 - Galerie des Jeunes, Paris • Galerie de la Barbière, Le Barroux
- 1970 - Galerie 3+2, Paris
- 1973 - Musée d'Art Moderne de la Ville de Paris
- 1974 - Galerie Daniel Gervis, Paris
- 1975 - Galerie Beaubourg, Paris
- 1976 - Bucholz Galerie, Munich
- 1977, 1980 - Galerie Isy Brachot, Bruxelles
- 1978, 1981, 1983 - Galerie Isy Brachot, Paris
- 1979 - FIAC, Galerie Isy Brachot, Paris
- 1981 - Galerie Isy Brachot, Basel
- 1982 - Amaury Taitinger Gallery, New York
- 1984 - FIAC, Galerie Isy Brachot, Paris
- 1986 - Galerie Lavignes-Bastille, Paris - Galerie de Bellecour, Lyon
- 1987 - Lavignes-Bastille Gallery, Los Angeles - Hôtel de Ville, Nancy
- 1988 - Armory Show '88, Lavignes-Bastille Gallery, New York - Abbaye des Cordeliers, Châteauroux (retrospektív) - Louis K. Meisel Gallery, New York - FIAC, Galerie Lavignes-Bastille, Paris
- 1991 - Galerie Prazan-Fitussi, Paris
- 1993 - Galerie Guénéguaud, Paris - Galerie Mann, Paris
- 1994, 1997 - Jane Kahan Gallery, New York
- 1999 - Galerie Tempera, Bruxselles
- 1999-2000 - Gallerihuset, Copenhagen
- 2006 - Erdész-Maklári Galéria, Budapest
- 2007 - A test színeváltozása. Életműkiállítás, MODEM, Debrecen.